# Rudnogorsk
Rudnogorsk (in russo Рудногорск?) è un insediamento di tipo urbano della Russia, situato nell'Oblast' di Irkutsk.